# The Gulf Between
The Gulf Between è un film muto del 1917. Girato a colori, fu diretto da Wray Physioc (Wray Bartlett Physioc).

## Trama
Una ragazzina smarrita non trova più i suoi genitori e viene allevata da un anziano capitano di mare che l'ama come una figlia. Ormai cresciuta, la ragazza si innamora di un giovanotto appartenente a una facoltosa famiglia, ma i genitori di lui si oppongono a una qualsiasi loro relazione, reputando la giovane alla stessa stregua di un "topo da fogna".
Saranno poi lieti di accettarla nella loro famiglia quando la fanciulla si rivelerà essere la figlia perduta e a lungo cercata di una coppia di loro amici, ricchi e di classe sociale elevata.

## Produzione
Fu la prima pellicola a colori prodotta con un procedimento che venne chiamato Technicolor Process 1. Il processo venne sviluppato da Herbert T. Kalmus, Daniel F. Comstock e W. Burton Wescott per la loro società, la Kalmus, Comstock and Wescott, Inc.
Il film venne girato in Florida, a Jacksonville e nei dintorni della città dalla Technicolor Motion Picture, che aveva sede a Boston.

## Distribuzione
Il copyright del film, richiesto dalla Technicolor Motion Picture Corp., fu registrato il 6 febbraio 1918 con il numero LU12026. Il film venne presentato in prima in visione privata il 21 settembre 1917 all'Aeolian Hall di New York. Uscì nelle sale cinematografiche statunitensi il 25 febbraio 1918.
Non si conoscono copie ancora esistenti della pellicola che viene considerata presumibilmente perduta.